# Iacopo Malocello
Iacopo Malocello (anche Jacopo e Giacomo, detto Paza; fl. XIII secolo) è stato un ammiraglio, politico e diplomatico italiano della Repubblica di Genova, appartenente alla famiglia dei Malocelli, comandante della squadra papale e ambasciatore presso il papa Papa Gregorio IX e l'imperatore Michele VIII Paleologo. 
Fu cognato del papa Adriano V e uno dei più importanti esponenti del bando guelfo al XIII secolo in Italia.

## Biografia
Figlio di Guglielmo di Enrico Malocello, console di Genova, nacque alla potente famiglia dei Malocelli, ricchi armatori e politici appartenenti alla più antica aristocrazia genovese. La moglie era sorella del cardinale Ottobono Fieschi (poi Adriano V) e di Beatrice Fieschi, contessa di Savoia, e anche nipote del papa Innocenzo IV. 
Nel 1236 venne eletto uno dei otto nobili e dal 1239 ambasciatore, insieme Sozo Pevere e Ugo Lercari, presso il papa Gregorio IX  per assicurare l'alleanza guelfa contro l'imperatore Federico II. Nel 1241 fu nominato da Gregorio IX ammiraglio della squadra papale, e incaricato di guidare la flotta di trenta galee che dovevano trasportare i cardinali europei da Nizza a Ostia per discutere la deposizione de l'imperatore Federico. Prima della partenza comandò i suoi marinai all'assalto contro i ghibellini genovesi distruggendo i palazzi dei Doria, Spinola e Streggiaporchi. Ritardando il concilio con i cardinali aspettanti a Nizza, la squadra di Malocello fu anche inseguita dalle sessanta galee della squadra imperiale comandata dall'ammiraglio Ansaldo de' Mari. Il 6 aprile se dirige verso la Corsica per fuggire della flotta ghibellina, ma il 3 maggio è stato colpito da Andreolo de' Mari (figlio dell'ammiraglio) e Ugolino Buzzacarino all'altezza del Giglio con conseguente cattura della maggior parte della flotta, i cardinali e il legato papale. Il Malocello riuscì a fuggire, salvando solo cinque galee. La sconfitta ha reso impossibile celebrare il concilio di deposizione imperiale e il Malocello fu temporalmente escluso da ogni incarichi di importanza. 
Nonostante, nel 1243 risulta eletto papa il genovese Innocenzo IV, zio della moglie (anche sorella di Adriano V) essendo eletto uno dei otto nobili nel 1244 e rappresentante di Genova in diverse convenzioni. La fortuna dell'ammiraglio fu consolidata dopo la sconfitta ghibellina alla battaglia di Parma nel 1248, e la morte de l'imperatore Federico II nel 1250, quando appare alla testa dell'appropriazione genovese delle signorie aleramiche della Riviera di Ponente siglata tra i ghibellini savonesi e i guelfi genovesi alla Pace di Varazze di 1251. Da allora riuscì a convalidare i pretesi del suo padre sulla signoria di Varazze acquistate per via della nonna Sibilia degli Aleramici, sorella del marchese Delfino. Dopo l'ascesa temporale dei ghibellini a Genova guidate da Guglielmo Boccanegra nel 1257, venne escluso delle massime magistrature, anche se compagno del cognato Ottobono Fieschi (poi Adriano V) nella ambasciata presso il papa Alessandro IV nel 1259 e nello stesso anno alla liberazione dei nipoti, figli della cognata Beatrice Fieschi e il conte Tommaso II di Savoia, imprigionati dagli astigiani. 
Nel 1261 fu anche uno dei nobili genovesi che ratificò il Trattato di Ninfeo con l'imperatore Michele VIII Paleologo e alla caduta del governo ghibellino di Boccanegra fu così consigliere del podestà di Genova per elaborare la convenzione con Carlo I d'Angiò, capo dei guelfi in Italia. Nel 1262 acquistò col fratello Enrico e il nipote Lanfranchino le quote di Varazze appartenenti al marchese templare Enrico Marchesato di Ponzone.
Morì prima del 1290, anno in cui venne chiamato "quondam Iacobi Malocelli, qui dicebatur Paza" alla divisione e infeudazione della signoria di Varazze a favore dei suoi figli.